# 553

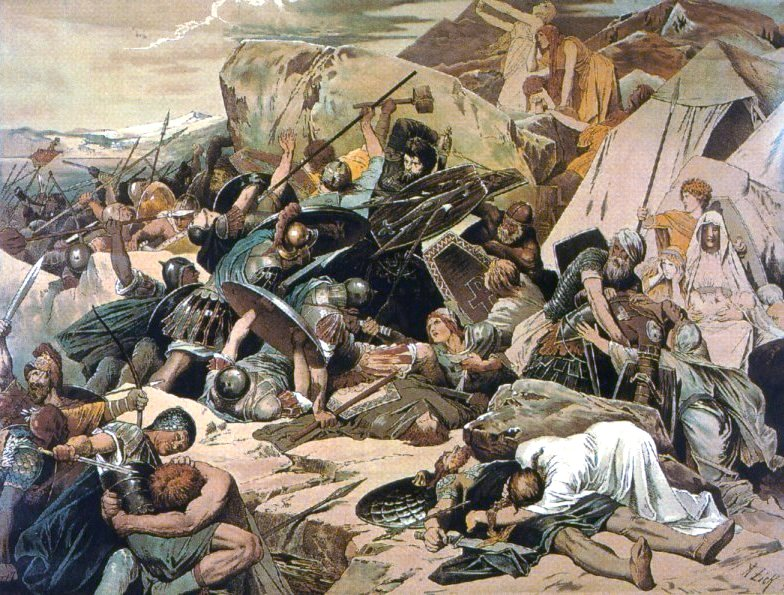
Slag bij Mons Lactarius (553)

Het jaar 553 is het 53e jaar in de 6e eeuw volgens de christelijke jaartelling.

## Gebeurtenissen

### Byzantijnse Rijk
- Gotische Oorlog: Lucca wordt gedurende drie maanden belegerd door de Byzantijnen onder bevel van Narses. De Ostrogoten trekken zich terug naar het zuiden en hergroeperen zich in Campania.
- Slag bij Mons Lactarius: Koning Teia verzamelt een Gotisch leger om de belegerde stad Cumae te ontzetten. Narses legt een hinderlaag en vernietigt de Goten aan de Amalfitaanse kust (Napels). Het restant van het Gotische leger verlaat Italië.

### Europa
- Een leger van Franken en Alemannen onder leiding van Theudowald valt Noord-Italië binnen. In de Po-vlakte verslaan ze bij Parma een Byzantijns leger en voeren een rooftocht langs de westkust.
- De Franken sturen een gezantschap naar Constantinopel om indruk te maken op keizer Justinianus I en hun dominante invloedssfeer in Europa te bevestigen. (waarschijnlijke datum)

### Meso-Amerika
- 18 april - In de Maya-stad Caracol (huidige Belize) bestijgt Heer Water als koning (ahau) de troon.

## Religie
- Tweede Concilie van Constantinopel: Het origenisme en monofysitisme worden (opnieuw) verworpen.

## Overleden
- Gelimer, koning van de Vandalen
- Teia, koning van de Ostrogoten